# John Hagerman
John Percival „Percy“ Hagerman (* 25. Oktober 1881 in Cobourg; † 21. Februar 1960 in Toronto) war ein US-amerikanisch-kanadischer Weit- und Dreispringer.
Bei den Olympischen Spielen 1904 in St. Louis wurde John Hagerman jeweils Sechster im Weitsprung und im Dreisprung.
Seine persönliche Bestleistung im Weitsprung von 7,13 m stellte er am 10. März 1906 in Los Angeles auf.